# Zij

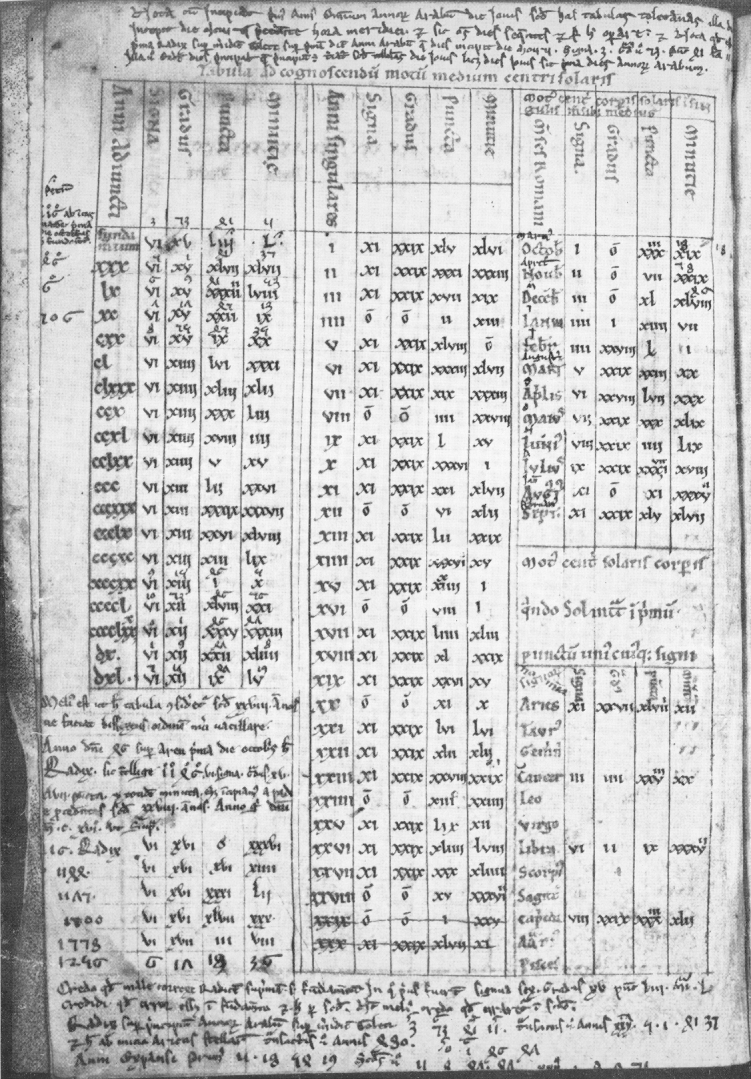
Tables astronomiques d'al-Khwārizmī.

Un zij (du moyen perse : زيج, zyj, en persan : زیج, zaj) désigne dans l’astronomie persane et l'astronomie arabe un ensemble de tables qui permettent de connaître ainsi que de retrouver (grâce à un certain nombre d'astuces) la position des astres dans le ciel à une date donnée. Il ne s'agit pas de traités d’astronomie théorique mais au contraire de traités d’astronomie pratique, orientés surtout sur l’astrologie qui avait une importance sociale majeure à l'époque de leur rédaction. Plus de 200 zijs ont été élaborés par les astronomes arabes entre le VIIIe siècle et le XVe siècle et certains comme la Table indienne d’al-Khawarizmi ont traversé les siècles.

## Origine
Le mot est tiré du pehlevi (moyen-persan) zih ou zīg, parlé à l’époque des Sassanides, qui signifie corde. Le terme aurait pour origine l’entrelacement de fils de tissage, pour désigner l’organisation des données tabulées en rangées et colonnes. Ces tables sont parfois désignées sous le nom de qānūn, tiré du mot grec équivalent κανών.

## Les influences
Jusque vers 820, le monde arabe subit, en matière d’astronomie, l’influence de deux traditions majeures.
L’influence indienne débute à partir de 770 avec une adaptation de textes essentiellement pratiques, écrits en arabe, généralement rédigés en vers de façon qu’ils soient faciles à retenir, et contenant des paramètres et des recettes permettant de connaître la position des astres, sans recherche de la cause de leur mouvement. Il ne s’agit donc pas uniquement d’empirisme comme dans certaines traditions astronomiques, mais bien de trouver de façon pratique la position des astres et de construire des tables par le calcul. Ces tables appelées Zij-e Sindhind, pour lesquelles il n’était pas nécessaire de réaliser des observations astronomiques, s’appuyaient sans doute sur une astronomie théorique dont les bases se situent entre Hipparque et Ptolémée, et sont aujourd’hui perdues. L’introduction du sinus dans le calcul astronomique indien est ici remarquable.
La deuxième influence subie par l’astronomie arabe de cette époque est celle des Perses sassanides avec les Zij-i Shah qui s’appuyaient en partie sur les résultats de Ptolémée. 
L’influence grecque est réellement attestée vers 826-827 avec une traduction utilisable en arabe de l’Almageste de Ptolémée. Celle-ci introduit une astronomie de type théorique qui cherche à construire des modèles géométriques permettant d’expliquer ce qu’est le mouvement des astres pour arriver à des prévisions à très long terme alors que les tables indiennes ne permettaient que des prévisions à court terme. Elle utilise des tables construites de façon scientifique et théorique fondées sur des raisonnements ; ces raisonnements sont à leur tour basés sur des observations permettant de déterminer le mouvement des astres. Cette influence va rapidement supplanter la tradition indienne en Orient musulman. 
Vers 827–828 débutent à Damas et à Bagdad des observations astronomiques avec un principe tout à fait nouveau par rapport à l’astronomie de tradition grecque, celui des observations continues. Ainsi en 827–829 eurent lieu deux années d’observations continues du soleil et de la lune à Damas.

## La Table indienne d’al-Khawarizmi

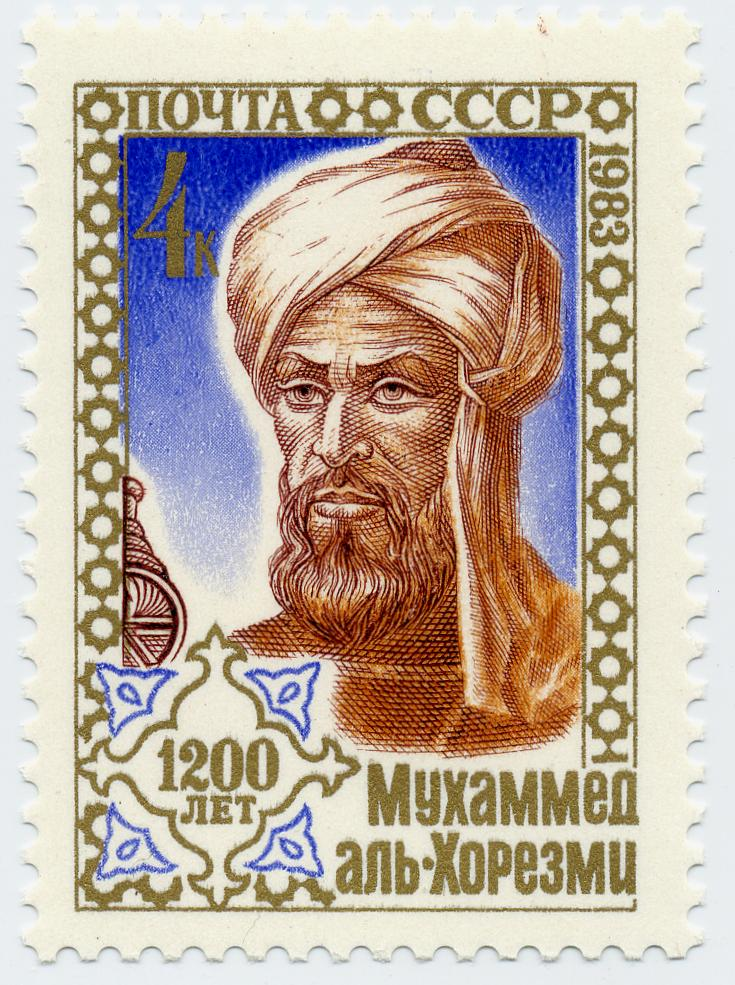
Muhammad Al-Khwarizmi, père de l’algèbre, composa le Zīj al-Sindhind, l’une des premières tables astronomiques en langue arabe.

Le zij le plus célèbre est sans doute le Zīj al-Sindhind connu sous le nom de Table indienne d’al-Khwarizmi. La version arabe, qui date de 820, est aujourd’hui perdue. Ce texte n’existe qu’en version latine, éditée en 1914, faite sur une recension d’el Majoliti (mort en 1007) et enrichi par un de ses élèves, traduit en latin au XIIe siècle par Adélard de Bath. Le texte original n’est donc réellement accessible qu’à travers des couches qui ont été ajoutées successivement.
La version arabe d’al-Khwarizmi possédait une table des sinus de base 150, qui est la base indienne, alors que dans les versions suivantes on trouvera une base sexagésimale. La date choisie pour l’origine des tables est l’ère persane de Yazdgard de 634 qui était une année solaire avec des mois de trente jours et cinq jours épagomènes, ce qui est très pratique pour un travail en système sexagésimal. Dans sa version, El Majoliti a pris comme origine l’année de l’hégire et a donc dû refaire les calculs pour adapter les tables. 
La traduction latine du Zīj al-Sindhind commence par 31 pages d’explications sur la méthode de construction des tables. Comme tous les zij, il présente des considérations sur les calendriers et comporte 114 tables dont la plupart des paramètres sont indiens. Les tables du soleil font allusion à des systèmes proches de ceux de Ptolémée et la présentation de certaines tables reprend les Tables faciles de Ptolémée, qui sont sa dernière œuvre d’astronomie. Contrairement à d’autres zij, la Table indienne d’al-Khwarizmi a été jugée suffisamment précieuse pour être citée, commentée, traduite et conservée à travers les siècles, ce qui en fait un texte essentiel dans l’histoire de l'astronomie.

## Liste de zijes
(Cette liste est non exhaustive; plus de 150 zijes existent encore aujourd’hui, au moins en partie.)
- Az-Zīj ‛alā Sinī al-‛Arab — par Ibrahim al-Fazari (mort en 777) et Muhammad al-Fazari (mort vers 796/806)
- Az-Zīj al-Mahlul min as-Sindhind li-Darajat Daraja — par Yaqūb ibn Tāriq (mort en 796)
- Zīj al-Sindhind (La Table indienne) (820) — par al-Khwarizmi (c. 780–850)
- Kitāb az-Zīj (Le livre des tables) — par Al-Battani (Albatenius) (853–929)
- Zij al-Safa'ih (Tables des disques de l’astrolabe) — par Abū Ja'far Al-Soufi (900-971)
- Livre des étoiles fixes (964) — par Al-Soufi (Azophi) (903–986)
- Zij al-Kabir al-Hakimi — par Ibn Yunus (c. 950–1009)
- Az-Zīj al-Jamī wal-Baligh (The comprehensive and mature tables) — par Kushyar ibn Labban (971-1029)
- Tables de Tolède — basées sur Abū Ishāq Ibrāhīm al-Zarqālī (Arzachel) (1028–1087)
- Az-Zīj As-Sanjarī (Tables de Sinjar) — par Al-Khazini (fl. 1115–1130)
- Zij-i Ilkhani (en) (Tables ilkhaniennes) — par Nasir ad-Din at-Tusi (1201–1274)
- Khaqani Zij (Tables du grand khan)— par Al-Kachi (1380–1429)
- Zij-e soltâni (Les tables sultaniennes) (1437) — par Ulugh Beg
- Unbored Pearl (1579-1580) — par Taqi al-Din